# Ченцы (Ивняковское сельское поселение)
Ченцы — деревня Ивняковского сельского поселения Ярославского района Ярославской области.

## География
Южнее в 500 метрах от деревни располагается посёлок Ченцы с таким же названием, который находится в Некрасовском сельском поселении. Эти два посёлка разделяет река Нора.

## История
В 2006 году деревня вошла в состав Ивняковского сельского поселения образованного в результате слияния Ивняковского и Бекреневского сельсоветов.

## Население
| 2007 | 2010 |
| ---- | ---- |
| 11   | ↘6   |

### Историческая численность населения
По состоянию на 1989 год в деревне проживало 12 человек.

### Национальный и гендерный состав
Согласно результатам переписи 2002 года, в национальной структуре населения русские составляли 100 % из 6 чел., из них 2 мужчины, 4 женщины.
Согласно результатам переписи 2010 года население составляют 3 мужчины и 3 женщины.

## Инфраструктура
Основа экономики — личное подсобное хозяйство. По состоянию на 2021 год большинство домов используется жителями для постоянного проживания и проживания в летний период. Вода добывается жителями из личных колодцев.
Почтовое отделение №150506, расположенное в деревне Бекренево, на март 2022 года обслуживает в деревне 29 домов.

## Транспорт
Поворот на деревню осуществляется с трассы «Ярославль — Тутаев».